# Liebhold
Liebhold(t) († um 1730 bei Gotha) war ein deutscher Komponist. Sein Vorname und seine Lebensdaten sind unbekannt. Nach Auskunft des Musikwissenschaftlers und Liebhold-Zeitgenossen Johann Gottfried Walther war Liebhold ein „roher Mensch, hielte sich nur auf den Dörfern auf, kam in keine Kirche, genoß die Sacra nicht“. Des Weiteren spielte er die Violine und das Waldhorn. Auch als Textdichter sei er hervorgetreten. Walther berichtet, Liebhold sei um 1730 bei Gotha erfroren.

## Werke
Von Liebhold ist, gemessen an seinem Bekanntheitsgrad, eine außergewöhnlich große Menge an geistlicher Vokalmusik überliefert. Insgesamt finden sich in diversen Bibliotheken und Kirchenarchiven 130 Kantaten und 22 Motetten. Liebholds Kompositionsstil ist simpel, ja fast schon naiv und zeichnet sich durch eine teilweise sehr farbenreiche Instrumentierung aus. Unter anderem benutzt er in der Kirchenmusik des beginnenden 18. Jahrhunderts eher selten anzutreffende Instrumente, wie z. B. Waldhorn, Corno per force, Corno da Caccia oder Clarino sourdino. Liebholds kompositorisches Talent wurde im 18. Jahrhundert nicht besonders hoch bewertet. Auf der Abschrift einer seiner Kantaten findet sich folgender, von dem Braunschweiger Schlosskantor Heinrich Bokemeyer angebrachter Vermerk: „Eine Probe der Composition eines gewissen Liebhold, der keine bleibende Stelle hatte, Clauseln sammelte, u. dieselben nach Hln. Telemanns Aussprüche, unglückl. zusammenleimete.“
- 22 Motetten (Thüringer Motetten der 1. Hälfte des 18. Jahrhunderts. Herausgegeben von Max Seiffert)
- 2 komplette Jahrgänge Kirchenkantaten in Schotten (Hessen), Kantoreibibliothek
- einzelne Kantaten sind erhalten in der Staatsbibliothek zu Berlin, der Konservatoriumsbibliothek Brüssel, den Kirchenarchiven in Mücheln/Geiseltal (aufbewahrt jetzt in der Universitätsbibliothek Halle), Mügeln (Sachsen), Udestedt und Großfahner (Thüringen, beide aufbewahrt im Thüringischen Landesmusikarchiv Weimar), Friedberg und Alsfeld (Hessen).